# Leuctra silana
Leuctra silana är en bäcksländeart som beskrevs av Aubert 1953. Leuctra silana ingår i släktet Leuctra och familjen smalbäcksländor. Inga underarter finns listade i Catalogue of Life.